# Zain (Einheit)
Der Zain war ein Volumenmaß für Braunkohle im Herzogtum Nassau und Holzkohle im Siegerland sowie angrenzendem Sauerland, dort gelegentlich auch Tain genannt.
Trotz Gesetz vom 12. Dezember 1851 über die Einführung des neuen Maß- und Gewichtssystems mit Wirkung vom 1. April 1853 waren vereinzelt alte Maße weiter in Gebrauch. Das Maß konnte in Halbe- und Viertelzain geteilt werden.
- 1 Zain = 30 Kubikwerkfuß = 0,81 Kubikmeter

Nach anderer Quelle waren es nur 20 Kubikwerkfuß.
Für das Siegerland gibt Irle als Maß für Holzkohle an:
"1 Wagen Holzkohle = 1 großes oder 2 kleine Fuder = 36 Zain = 2500–2600 Pfund".
In Bayern wurde auf Erlass des königlichen Ministerium des Innern vom 7. März 1846 das neue Kohlenmaß in Bayern, der Münchner Kohlensack, eingeführt und war bereits rückwirkend ab 1. März 1846 gültig.
- 2 Zaine (Körbe) = 32 Kubikfuß

Der Zain wurde mit den nachfolgenden Innen-Abmessungen festgelegt und war „gehörig“ zu rütteln, um die leeren Räume auszufüllen. Vorgeschrieben war Föhrenholz für das Maß.
- Länge = 3 Schuh 2 Zoll und 9 Linien
- Breite = 2 Schuh 10 Zoll
- Höhe = 1 Schuh 9 Zoll